# Vino amaro
Vino amaro (Sour Grapes) è un docu-film incentrato sulla vera storia del truffatore di vini Rudy Kurniawan. Il film ha debuttato in anteprima in diversi festival nell'ottobre 2016 per poi essere distribuito, il mese successivo, globalmente sulla piattaforma di streaming Netflix.

## Soggetto
Rudy Kurniawan, ragazzo di origini indonesiane, era un ricco collezionista di vini molto carismatico che aveva un forte fascino per la Borgogna. Nonostante non fosse chiaro da dove arrivassero i suoi soldi spendeva milioni di dollari alle aste di vini pregiati mentre vendeva innumerevoli bottiglie di vino della sua cantina personale. Acker Merrall & Condit, una società d'aste, realizzò, grazie alle vendite del vino di proprietà di Rudy, il record mondiale annuale di vendite per il settore arrivando a incassare 35 milioni di dollari americani. Nel 2008 la società tenne una vendita in un ristorante di Manhattan di diverse bottiglie di vino, appartenenti a Rudy, di Domaine Ponsot Clos Saint-Denis datate 1945, 1949 e 1966; ma il proprietario commerciale dell'attività rivelò che quel particolare vino non era mai stato prodotto prima del 1982.
A causa di questo nel 2012 l'FBI fece irruzione nella casa di Kurniawan ad Arcadia, Los Angeles, trovandosi di fronte a molte prove di una frode viticola. Tale truffa consisteva nel prendere diversi vini eccellenti, miscelarli (per ottenere un sapore simile a un vino più raro) e imbottigliare il composto ottenuto sotto falsa etichetta (il più delle volte con una datazione estremamente antica) al fine di rivendere il tutto a un prezzo maggiorato. Emerse anche che l'enorme mole di denaro a sua disposizione per comprare i vini alle aste arrivava da 2 suoi familiari che molti anni prima, da posizioni dirigenziali, rubarono l'equivalente di centinaia di milioni di dollari americani da banche indonesiane dandosi poi alla latitanza. Nel 2014 venne giudicato colpevole, da un giudice federale di New York, di truffa e contraffazione e venne condannato a dieci anni di carcere e a pagare un indennizzo multimilionario come risarcimento alle sue vittime. Kurniawan si rifiutò di essere intervistato per il documentario.

## Cast
- Rudy Kurniawan - condannato per contraffazione di vino (filmati di repertorio)
- Arthur Sarkissian - produttore cinematografico armeno-americano
- Bill Koch - uomo d'affari e collezionista
- Brad Goldstein - portavoce di Bill Koch
- Corie Brown - scrittore di enogastronomia per la rivista Zester Daily
- David Fredston - investitore privato
- Don Cornwell - avvocato ed esperto di vini della Borgogna
- Eddie Tansil - rapinatore di banche indonesiano (filmati di repertorio)
- James Wynne - Agente dell'FBI specializzato in prodotti contraffatti
- Jason Hernandez - procuratore nel caso Rudy Kurniawan
- Jay McInerney - romanziere ed editorialista vinicolo
- Jefery Levy - direttore, produttore e sceneggiatore cinematografico
- Jerome Mooney - avvocato difensore di Rudy Kurniawan
- John Kapon - venditore e banditore di vino (filmati di repertorio)
- Laurent Ponsot - produttore di vino della Borgogna
- Maureen Downey - consulente di viticoltura
- Rajat Parr - sommelier
- Vincent Veridiamo - avvocato difensore di Rudy Kurniawan

## Accoglienza
Sull'aggregatore di recensioni Rotten Tomatoes il film ha ottenuto il 95% di recensioni positive su una base di 20 critiche.
Hollywood Reporter ha affermato che i cineasti: "descrivono in modo esaustivo e dettagliato la progressione della frode di Kurniawan in un mix che fonde il fascino dello stile itinerante di un antiquario di vini rari con quello di una vita facoltosa e famosa fondata su abitudini di spesa eccessive."

## Riconoscimenti
- Devour! The Food Film Fest - 2016
  - Vinto nella categoria Miglior documentario (Reuben Atlas e Jerry Rothwell)
- Key West Film Festival -2016
  - Vinto nella categoria Miglior documentario (Reuben Atlas e Jerry Rothwell)